# 小行星6654
小行星6654（英語：6654 Lulea）是一颗围绕太阳公转的小行星。1992年2月29日，UESAC在拉西拉天文台发现了此天体。
这颗小行星的绝对星等为277.37412等。